# Atherigona atritergita
Atherigona atritergita este o specie de muște din genul Atherigona, familia Muscidae, descrisă de Fan în anul 1988. Conform Catalogue of Life specia Atherigona atritergita nu are subspecii cunoscute.